# Papyrussammlung Berlin

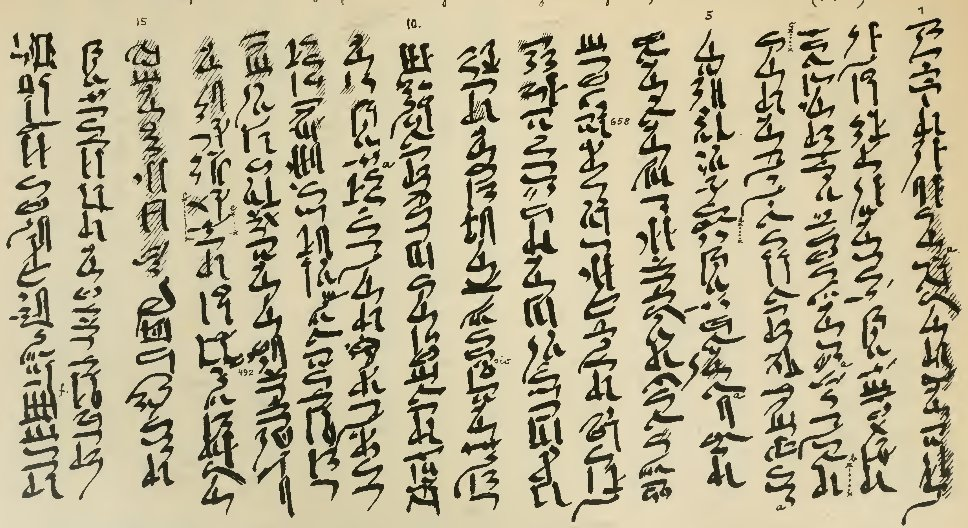
Papyrus 3023, Geschichte von Sinuhe, Hieroglyphen, 18. Jhd. v. Chr.

Die Papyrussammlung Berlin ist eine Sammlung von über 35.000 Handschriftenfragmenten. Sie ist die größte Sammlung ihrer Art in Deutschland und gehört zu den fünf wichtigsten Sammlungen weltweit. Sie ist Teil des Ägyptischen Museums der Staatlichen Museen zu Berlin.
Zur Sammlung gehören auch 7.000 Ostraka, 1000 Pergamente, 500 Papiere, sowie Holz- und Wachstafeln, Textilien, Lederhandschriften und eine Bleitafel. Über 100 Handschriften enthalten Zeichnungen. Etwa die Hälfte der Handschriften sind in griechischer Sprache beschrieben, die andere Hälfte in koptischer, demotischer, hebräischer, aramäischer, syrischer, persischer, lateinischer und arabischer Sprache.
Die Handschriften sind aus archäologischen Funden in Ägypten wie Elephantine, Theadelphia und Tebtynis im frühen 20. Jahrhundert sowie aus Ankäufen und Schenkungen. Zu den bedeutendsten gehören einige der frühesten Handschriften mit altägyptischen Erzählungen wie die Geschichte von Sinuhe (P. 3022, 10499), die Erzählungen im Papyrus Westcar (P. 3033) und das Gespräch eines Lebensmüden mit seiner Seele (P. 3024).
Zur zeitgemäßen Erschließung wird die Sammlung in der Berliner Papyrusdatenbank digital aufbereitet. Das Projekt wird im Rahmen einer DFG-Förderung von Marius Gerhardt, Fabian Reiter und Friederike Seyfried geleitet.

## Editionen
- Staatliche Museen zu Berlin: Ägyptische Urkunden aus den Staatlichen Museen Berlin, Griechische Urkunden. / Berliner Griechische Urkunden. (BGU), Bände I–XIX, Berlin 1895–2005, OCLC 311158414.
- Königliche Museen zu Berlin (Hrsg.): Berliner Klassikertexte. (BKT), Bände I–X. De Gruyter, Berlin 1904–2012, ISSN 2365-8649.